# Oljeshejkerna Johnsson

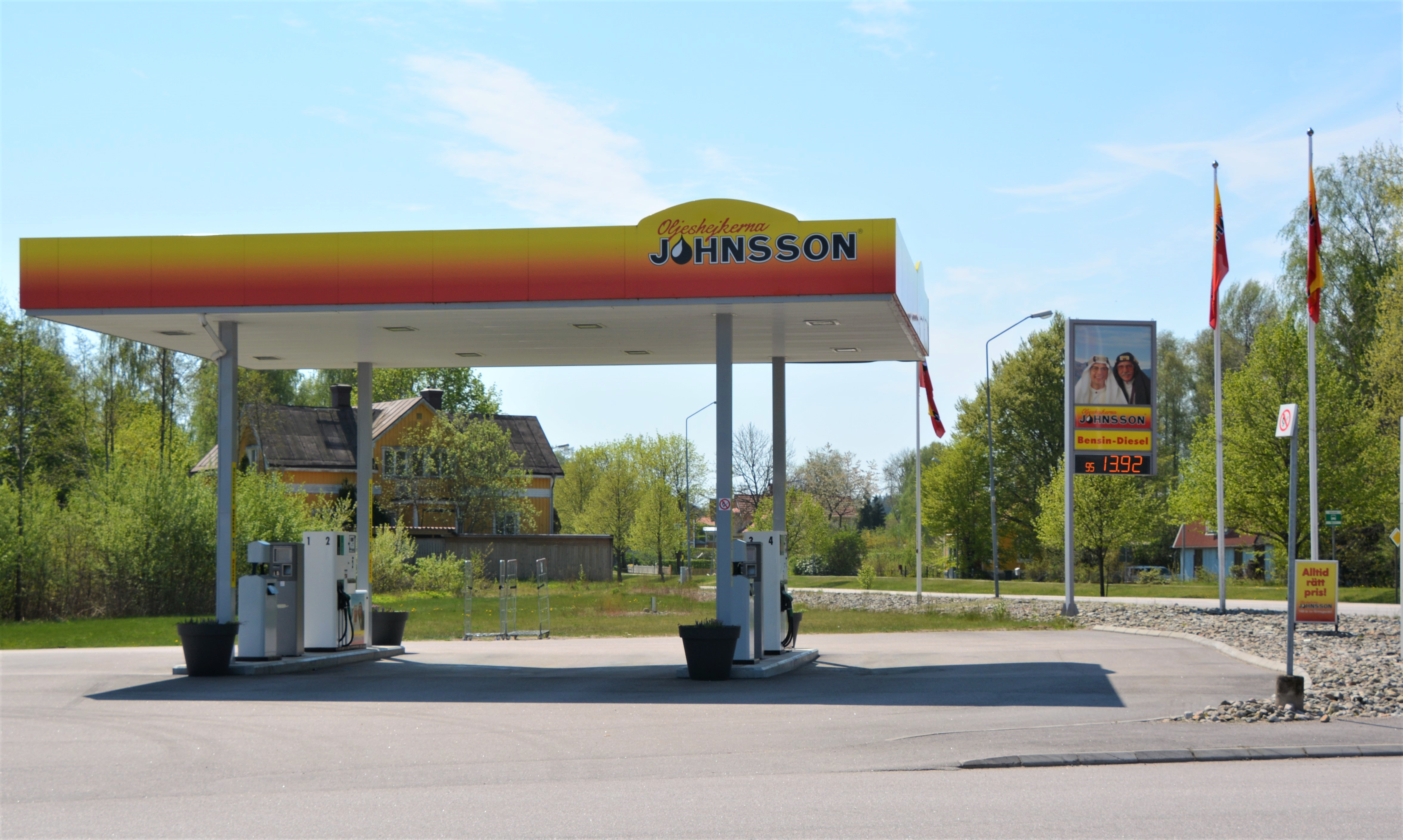
Oljeshejkerna Johnsson, Ryd

Oljeshejkerna Johnsson är ett svenskt familjeägt företag som säljer och distribuerar petroleumprodukter. De driver idag trettiosex bensinstationer i Småland med omnejd.

## Historik
Företaget grundades 1922 och bestod ursprungligen av en kemikalieaffär. På 1950-talet började de sälja eldningsolja och på 1970-talet började de med bensinförsäljning som ombud för Shell och Uno-X. I slutet av 1990-talet utvecklades försäljningen genom egna bensinstationer. 2008 hade företaget fem stationer och höll på att etablera en sjätte;idag (2025) har de totalt 36 stationer. De har framförallt etablerat sig på mindre orter där de större bensinbolagen lagt ner sina bensinstationer.